# Імеретинське царство
Імеретинське ца́рство (груз. იმერეთის სამეფო) — одне з трьох самостійних феодальних царств Грузії (поряд із Картлі та Кахетією), що утворилось наприкінці XV століття. Історія Імеретинського царства пов'язана з постійними феодальними смутами та процвітанням работоргівлі.
Столиця — місто Кутаїсі.

## Історія
З послабленням Грузинського царства внаслідок ворожих вторгнень почалися центробіжні тенденції. 1462 року проти царя Георгія VIII повстав кутаїський еріставі Баграт, син царевича Георгія й онук грузинського царя Костянтина I. В битві при Чіхорі 1463 року Баграт здобув пермогу, після чого оголосив себе царем Імеретії. 1466 року йому вдалося захопити Картлі, після чого Баграт оголосив себе царем Грузії. Але 1478 року загинув у війні проти Узун-Хасана, шахіншаха Ірану. В результаті Грузинське царство знову об'єдналося. 
1484 року Олександр, син Баграта, зумів стати царем Імеретії, після чого до 1490 року воював за грузинський трон з Костянтином II, але 1490 року вони домовилися про визнання володіньодин одного, чим було закріплено розпад Грузинського царства і початок історії Імеретинського царства.

Імеретія (позначено зеленим) за правління Баграта III

Наступний цар Баграт III організував опір наступу Османської імперії на Кавказ, зокрема 1541 року було укладено союз з перським шахом Тахмаспом I. Разом з тим активно втручався у справи Картлійського царства. Було захоплено Аджарію, Самцхе, Чанеті. 1545 року зазнав поразки від османського війська при Басіані, але ворог не рушив вглиб Імеретії. Разом з тим повстав Мегрелія, яка почала самостійну політику. Неможливість приборкати це князівство завдало удару авторитету імеретинськогоц аря. Як наслідок відпало Гурійське князівство.  За персько-османським миром 1555 року Імеретинське царство було визнано сферою впливу Османській імперії, з чим Баграт III не змирився.
Георгій II зумів укласти союзи з Мегрелією, Гурією та Самцхке, після чого 1578 року завдав поразки османському війську. 1585 року почалася боротьба за трон, в яку втягнули князі Гурії та Мегрелії, царі Картлі. Декілька царів Імеретії декілька разів змінювали один одного. Лише 1590 року черговий цар — Ростом — зміг закріпитися на троні. Але спроби царя Георгія III підпорядкувати Мегрелію і Гурію зазнали цілковитої невдачі.
Феодальний розбрат особливо посилився у XVII столітті. Так цар Баграт V тричі втрачав трон, але зрештою зумів відновити свою владу. Втім це суттєво послабило Імеретинське царство. 1681 року трон взагалі захопив представник роду Гурієлі — Георгій IV, але вже 1683 року втратив трон через втручання османської армії. Боротьбу з османським панування очолив Арчіл, якого п'ять разів османи скидали з трону, але зрештою 1699 року втратив владу. Цар Симонбув вірним васалом Османської імперії, але погиркався з могутніми феодалами, внаслідок чого 1701 року його було вбито, а трон знову перейшов до представника роду Гурієлі — Мамії I. Втім він царем вважався тільки формально: усіма царськими прибутками та володіннями користувались Георгій Абашидзе та його дочка, цариця Тамара. Невдовзі між Гіруєлі та Абашидзе почалася війна за трон, а 1711 року у боротьбу долучився представник династії Багратіоні Георгій. 1713 року останній здобув трон, але вимушен був боротися проти могутніх мтварі та таваді, фактично не маючи владу. Кожна зі сторін намагалася спиратися на Османську імперію. 

Імеретинське царство у 1760-х роках (позначено білим)

Зрештою турки встановили чергового свого васала Олександра V, який незважаючи на тривалу боротьбу з таваді, а також постійне османське втручання 1752 року зумів передати трон синові Соломону I. Йому вдалось зміцнити царську владу. Він заборонив работоргівлю, а також прагнув до об'єднання Західної Грузії. 

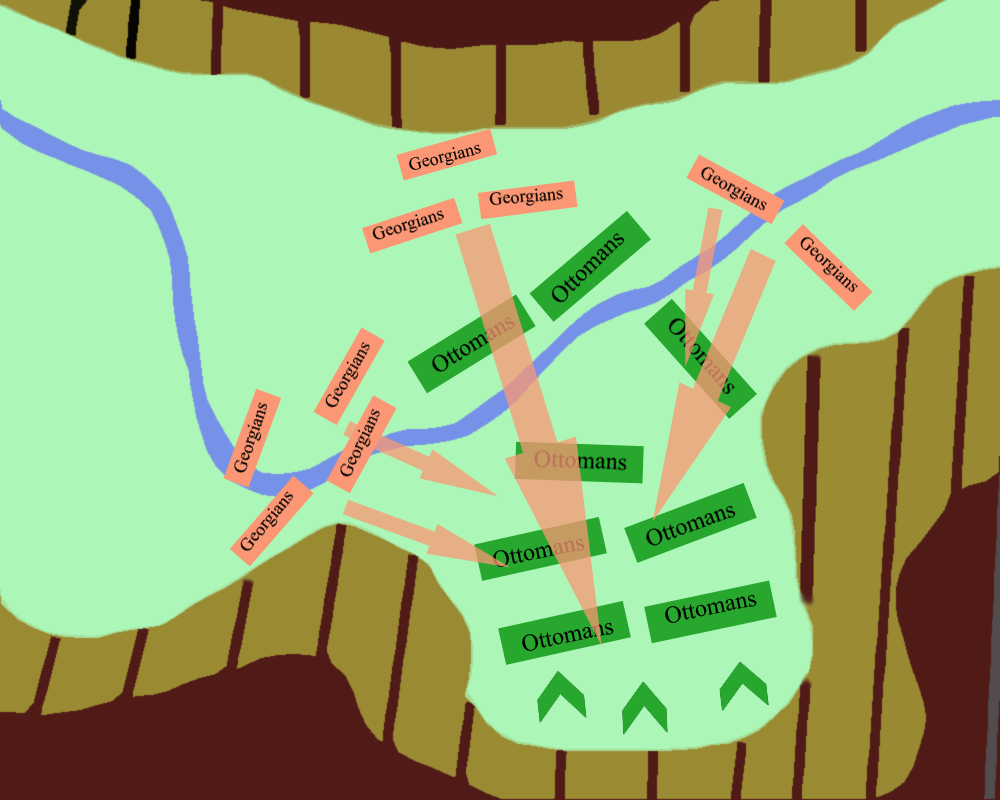
Схема Хресільської битви 1757 року

Багаторічна війна Соломона I з османами завершилась Хресільською перемогою 1757 року та військовим союзом з царем Картлі Іраклієм II 1758 року. У XVIII столітті імеретинські царі неодноразово звертались по допомогу до Російської імперії, але прохання відхилялись для уникнення ускладнень відносин з Османською імперією. За Кючук-Кайнарджійським російсько-турецьким договором 1774 року данина Імеретинського царства Османській імперії була скасована.
Після смерті Соломона I 1784 року знову почалася боротьба за трон, куди втручалися сусіди та могутні князі. Соломон II правив Імеретією, спираючись на підтримку Іраклія II, царя Картлі і Кахетії, та продовжуючи політику Соломона I щодо зменшення влади місцевої знаті. Після смерті Іраклія 1798 року та включення Картлійсько-кахетинського царства до складу Російської імперії 1801 року ситуація в Імереті значно ускладнилась. Васал імеретинського царя, князь Мегрелії, перейшов під російський протекторат. Соломон II спробував заручитись підтримкою Османської імперії й Каджарської імперії проти Російської імперії, але головнокомандувач російських військ в Грузії, генерал Павло Цицианов, 20 квітня 1804 року ввів війська до Імереті та змусив Соломона II підписати угоду про російський протекторат над Імеретією. Відповідну угоду було підписано 25 квітня 1804 року.
4 липня російський імператор Олександр I підтвердив конвенцію. Тим не менше, стосунки Соломона з Російською імперією продовжували погіршуватись. 1809 року він підтримав повстання у Східній Грузії, розпочате його родичами, за що був ув'язнений у Тбілісі.
11 травня 1810 року Соломон II утік до Османської імперії. Тим часом 20 лютого російська адміністрація усунула Соломона від влади та ввела війська, щоб узяти Імеретінське царство під свій контроль. Соломон II повернувся на батьківщину та підняв повстання проти Російської імперії, спробувавши заручитись підтримкою Османської імперії, Ірану та Французької імперії. Після поразки повстання у вересні 1810 року Соломон II утік до Трапезунда, де й помер 7 лютого 1815.
Після чого почалася тотальна окупація: була змінена структура єпархій Грузинської православної церкви, було заборонено служіння грузинською мовою, навчання в семінаріях та навчальних закладах було тільки російською. 
1811 року Імеретинське царство було перетворено на Імеретинську область Російської імперії, яка 10 квітня 1840 року увійшла до Грузино-Імеретинської губернії.

## Територія і населення
Спочатку Імеретинське царство включало велику частину історичної Західної Грузії, проте наприкінці XVI століття, коли Гурійське, Мегрелське і Абхазьке князівства відпали, Імеретинське царство обмежувалось територією Імеретія.
На рубежі XVIII та XIX століть в Імеретинському царстві мешкало близько 120 тис. осіб.

## Устрій
На чолі стояв мепе (цар), влада якого формально була абсолютною, але фактично була обмежена таваді (феодали), що володіли напівнезалежними сатавадо (князівствами). Наймогутнішими таваді були родини Мхеїдзе, Чхеїдзе, Мікеладзе, Рача Еріставі, Яшвілі, Чіявадзе, Лорткіпанідзе, Абашидзе, Агіашвілі, Церетелі, Цулукідзе, Лечхумі, які набули податкового, адміністративного та частково судового імунітету. Також спочатку йому підкорялися мтаварі (князі) Гурії, Мегрелії та Абхазії, але до середини XVI ст. вони фактично стали незалежними. У XVII ст. влада мепе була сильно обмежена впливом мтаварі та таваді. У середині XVIII ст. було близько 100 таваді. Після впровадження «Судебника Вахтанга» великих таваді, яких було 2 (Рачський і Абашидзе), надано було статус дідебулі. Наймогутніші таваді та церковні ієрархі входили до дарбазі (державної ради). Посади переважно повторюди ключові посади Грузинського царства.
Скоротилося кількість азнаурі, яких поділяли на 3 категорії: великі, середні тиа низші. З метою зміцнення царської влади Соломон I створив новий інститут присяжних. Здебільшого це були азнаурі та у незначній кількості селяни. Щороку 15 травня присяжні давали клятву вірності цареві. За наказом царя у разі війни всі присягнули цареві азнаури виступали в похід, та з селян-присяжних — один воїн за кожен дим. На чолі загонув присяжних стояли таваді Лорткіпанідзе.
Основу становили селяни, що були переважно кріпаками, лише вкрай невеликий відсоток був вільним. Ремісники і більшість купецтва також належали царю або таваді.

## Право
Спочатку використовувалося законодавство часів Грузинського царства. На замовлення царя Георгія III 1605 року грузинським католикосом Малахієм було складено «Номоканон», де вміщено правила про права та обов'язки єпископів й частково кримінальні закони. З XVIII ст. було впроваджено картлійський «Судебник царя Вахтанга VI».

## Економіка
З огляду на складну ситуацію в землеробстві, найбільш активно  почали вирощувати нову зернову культуру – кукурудзу. Зберігалося виноградарство, садівництво, плодівництво, тваринництво. Особливо Імеретія уславилася своїми винами, яких у великій кількості експортували.
Велася розробка різних корисних копалень, на які багата була Імеертія. Насамперед добувалося срібло, мармур, вапняк, бірюза, опал. Втім через постійні внутрішні та зовнішні загрози дохід від цих корисних копалень не був постійним, окрім як від срібла.
Було розвинено виготовлення ювелірних виробів, обробка срібра та золота. Найвідомішою була Гелатська школа  з обробки золота. Часто застосовували філігрань і псевдофілігрань. Найбільшім центром цього ремесла був Кутаїсі. Прикладами є філігранні хрести XVI століття з Кутаїсі та Верхнього Вані, прикрашена філігранню різа ікони Гелатського триптиха, оклад ікони Паліастомської богоматері. Для імеретинських царів та таваді виготовляли шаблі, рушниці, газирі, багато оформлені золотими та срібними прикрасами. Відомими родинкми таких майстрів були Цулейскірі, Закарія.
Постійні вторгнення ворогів, переважно османських загонів, війни царя з мтаварі, повстання таваді спричинили поставило сільське господарства у вкрай складну ситуацію. З кінця XVII ст. зовнішня торгівля фактично опинилася в руках Османської імперії, що контролювало морське узбережжя та ключові шляхи. Розвитку внутрішньої торгівлі перешкоджали суперечності, що існували між царством і князівствами, хоча в деяких місцях таки велася торгівля, зокрема: в Хоні, Чхарі та Чіхорі. 
Такий спад економіки призвів до етичного та морального занепаду населення. Як наслідок починається швидкими темпами розвиватися работоргівля, якою займали як низші азнаурі, так й купці, розбійники. З часом до неї долучилися таваді, які фактично саботували спроби царів та церкви заборонити работоргівлю. У першій половині XVIII століття торгівля людьми досягла свого піку. Торгували всі соціальні класи, від царя до вільного селянина. 
Зрештою цар Соломон I скликав церковний собор, який 5 грудня 1759 року заборонив работоргівлю. Темпи работоргівлі сповільнилися, але повністю їх не ліквідували. Більшість рабів потрапляли до корпусу яничар  (Османська імперія), мамлюків (Єгипет) та кулі (Персія), тоді як жінки — гаремів ханів, пашів.  Але напркиінці XVIII— напочатку XIX ст. Імеретія стикнулася з лекіаноба — набігами авар, кабардинців, абхазів, турків на свої землі з метою захоплення рабів.

### Монета
Карбувалися власні срібні та мідні монети за типом тетрі Грузинського царства. Монети карбували до XVIII ст., але не у великій кількості. В Імереті також використовувалися монети сусідніх держав, зокрема Османської імперії, аббасі з Персії.

## Католікосат
З метою зміцнення власної держави цар Баграт близько 1470 року скористався перебуванням в країні антіохійського патріарха Михайла IV домігся від нього висвячення на абхазького католикоса Іоакима, єпископа Цаїшського та Бедійського. Резиденцію католікоса, що формально існував у Піцунді напркиінці XIII ст, було офіційно перенесено до Гелатського монастиря. Він став зватися католікосом Ліх-Імереті та Абхазеті (Імеретинським й Абхазьким). За його царя Михайло IV склав «Заповіді віри», в яких стверджувалася ідея: оскільки св. Ніно проповідувала християнство в Іберійському царстві, а Андрій Первозванний – у Колхідському царстві, то східногрузинська та західногрузинська церкви мали існувати окремо.
Духовна юрисдикція поширювалася на Імеретійське царство та його васальні князівства – Гурію, Мегрелію, Сванетію та Абхазію. Вони вважали себе намісниками Святого Андрія. У різні періоди свого існування католикосат був поділений на кілька єпархій (дієцезій): Бічвінтську, Кутаїську, Гелатську, Цагерську, Цаїську, Цаленджіхську, Чкондідську, Хонську, Ніноцміндську, Нікорцміндську, Шемокмедську, Джуматську, Драндську, Бедійську та Моквіську.
Останній Абхазький католикос Максим II, з князівської родини Абашидзе, через політичні розбіжності з імеретинським царем Давидом, був змушений виїхати на проживання до Росії. Цар Давид навпаки думав про політичну самостійність своєї держави, спираючись на підтримку Туреччини. По дорозі в Палестину католикос Максим II у 1795 році помер у Києво-Печерській Лаврі. Зі смертю цього католикоса припинив своє існування Абхазький католикосат. Місцеблюстителі кафедри абхазьких католикосів: митрополит Досифей (Церетелі) і митрополит Євфимій (Шервашидзе), в 1819 році були вислані з Імеретії.

## Культура
У XVII столітті до Імеретії приїжджали католики-місіонери з метою поширення католицької віри. У кутаїсі було відкрито католицьку школу, де викладали грузинську і італійську мови, латину, а також іншим предметам. Обдаровану молодь у невеликій кількості відправляли навчатися до Європи, насамперед Венеції. Водночасзначним просвітницьким центром залишався Гелатський монастир. Особливо зріс його престиж після того, як сюди було перенесено резиденцію абхазького католикоса.
Царі були покровителями придворних поетів. Відомим свого часу поетом-ліриком був імеретинський цар Арчіл II. У його головному творі «Бесіда Теймураза та Руставелі» дано огляд подій XVII століття. Його перу належать цікаві твори: «Бесіда селянина з селом», «Мораль Грузії» тощо. За дорученням Арчіла тбіліський митрополит Йосип Тбілелі написав «Дідмоуравіані», в якому описано життя та діяльність Георгія Саакадзе.
У фресковому живописі велике місце займають портретні зображення царів у Гелаті і мтаварів. Зберігається традиція оздоблення рукописів мініатюрами. Відомим мініатюристом при дворі царя Георгія III був Мамука Тавакарашвілі, що зокрема прикрасив рукопис «Витязь у тигровій шкурі».
Кутаїський митрополит Тімоте Габашвілі у 1750-х роках відвідав святі місця в Єрусалимі. В результаті цієї поїздки було створено «Ходіння», в якому описано грузинські монастирські центри в Греції та на Близькому Сході (описуючи Єрусалимський Хрестовий монастир, автор згадує відому фреску Шота Руставелі).